# Cavaleiro Andante
Cavaleiro Andante é o sexto álbum de estúdio do rapper brasileiro Gabriel, o Pensador, lançado em 2005.
No único single retirado deste álbum, "Palavras Repetidas", Gabriel homenageia a banda brasileira Legião Urbana, usando o sample do refrão da canção "Pais e Filhos" ("é preciso amar as pessoas como se não houvesse amanhã"). 
A canção "Sorria" tem a participação da banda Detonautas Roque Clube
A canção "Tás a Ver?" foi editada pela primeira vez no Brasil, depois de ter sido lançada em 2003 numa colectânea exclusiva para Portugal, Tás a Ver: O Melhor de Gabriel o Pensador. Esta canção possui a participação de Adriana Calcanhotto e ainda com um sample de Sérgio Godinho.

## Faixas
1. Cavaleiro Andante
2. Deixa Rolar (Part. Negra Li)
3. Bossa 9
4. Tudo na Mente
5. Palavras Repetidas
6. Sorria (Part. Detonautas)
7. 12 Meses por Ano
8. Sem Neurose
9. Tempestade
10. Rap do Feio
11. Tás A Ver (Part. Adriana Calcanhotto)